# Europski pravac E662
Europski pravac E662 (ukratko: E662) je europski pravac koji vodi od srpskog grada Subotice preko Sombora, Batine, Čeminca i Bilja prema Osijeku.
Ukupna dužina iznosi 121 kilometara.

## Tijek
- Srbija
  -  Subotica - Sombor
  -  Sombor - Bezdan
  -  Bezdan

- Hrvatska
  -  Batina - Kneževi Vinogradi
  -  Čeminac - Darda - Bilje - Osijek

## Vanjske poveznice
|  | Zajednički poslužitelj ima još gradiva o temi Europski pravac E662 |